# Adam Harrington (basket-ball)
Adam Harrington, né le 15 juillet 1980, à Bernardston, au Massachusetts, est un joueur et entraîneur américain de basket-ball. Il évolue aux postes d'arrière et d'ailier.

## Palmarès
- Champion des Amériques -18 ans 1998
- Vainqueur du Three-Point Shootout du NBA Development League All-Star Game 2008